# 13 janvier 1981
Le mardi 13 janvier 1981 est le 13e jour de l'année 1981.

## Naissances
- Amadou Konte, joueur malien de football
- Anna Vikman, joueur suédois de hockey sur glace
- Bojan Tokič, joueur de tennis de table slovène d'origine bosnienne
- Eldis Fernando Damasio, joueur brésilien de football
- Ginger Zee, personnalité de la télévision américaine
- Isoa Domolailai, joueur fidjien de rugby
- Jason James, chanteur britannique
- Klaas Dijkhoff, homme politique néerlandais
- Lee Hyo-jung, joueuse de badminton sud-coréenne
- Luis Zubeldía, joueur et entraîneur argentin de football
- Mahmoud Baroudi, homme politique tunisien
- Priscila Sol, actrice pornographique brésilienne
- Riccardo Fraccaro, politicien italien
- Ryan Baldacchino, joueur britannique de football
- Shad Gaspard, catcheur américain
- Yann Lecompère, joueur professionnel français de hockey sur glace
- Yujiro Takahashi, catcheur japonais

## Décès
- David E. Lilienthal (né le 8 juillet 1899), fonctionnaire américain
- Finn Olav Gundelach (né le 23 avril 1925), diplomate danois
- Walter Stewart Owen (né le 26 janvier 1904), homme politique canadien